# ディアボロ (ジョジョの奇妙な冒険)
ディアボロ (Diavolo) は、荒木飛呂彦の漫画作品『ジョジョの奇妙な冒険』のPart5（第5部）『黄金の風』に登場する架空の人物。

## 人物

### 概要
イタリアの裏社会を牛耳るギャング組織「パッショーネ」の頂点に君臨するボス。人物像は組織内ですら謎とされ、徹底的に秘匿されている。いくつもの偽名を使っているが、その本名は「ディアボロ」である。「帝王」を名乗り、自身の永遠の絶頂を脅かすものを許さない。二重人格者で「ドッピオ」という名の気弱な少年の人格が内在している。ディアボロはドッピオの行動を常に把握しているがその逆はない。
2001年時点で33歳。アニメでは1965年生まれの35歳。自身の過去が地位や栄光を揺るがす原因となると考え、痕跡や調査手段をことごとく隠蔽・抹消してきたため、彼の正体を知る者はいない。組織の幹部にも知らせておらず、正体を探ろうとする者は裏切者とみなして容赦なく抹殺する。裏切者の死体は見せしめにして、不穏分子を牽制する。
幹部や親衛隊などに極秘任務を与えたときも、機密保持を最優先とみなした場合最終的に自決命令を出したり、抹殺指令を出して口を封じて情報漏洩を断つ。与えられた仕事を完遂した人物のことは評価するが、判断基準はあくまで利己的である。敵対者であっても、目的や誇りのために命懸けの行動を取った人物に対しては敬意を払う一面もある。
恐ろしく冷酷で残虐な性格をしている。これはギャングのボスとしての地位や手腕、強力過ぎるスタンド能力などに基づいた絶対的な自信やプライドと、自分の正体や過去を他人に知られることや自身の栄光が失われることへの懸念に基づいている。自身の正体や過去に関する事物は自らの手で徹底的に始末しなければ気が済まない。
ジョルノについては平然と組織を裏切ったことから自分を倒すつもりでいたと見抜き、親衛隊にも確実に抹殺するように告げるなど存在を警戒していた。

### 出生
1967年生まれ（アニメでは1965年生まれ）。イタリアの女子刑務所で2年前より収監されていた女性から生まれる。父親については母親が「2年以上前に病死している」と証言した。刑務所では育てられないため母親の故郷のサルディニア島の神父の養子となり、19歳になるまでそこで暮らしていた。
当時は「臆病でどんくさいがさっぱりした性格」と周りから思われていた。義父の神父との関係も良好で将来は船乗りになりたいと語っており、神父も神職に就いて教会の跡を継いでもらうよりも本人の意志を尊重して納得していた。1986年にディアボロが女性と交際していた所を目撃した神父が、お祝いに車を買ってあげようと彼の部屋の隣にガレージを増築しようとした際に、床下から拘束された状態で生かされていたディアボロの母親を発見する。その後何があったかは語られていないが、その日の夜に彼の故郷の村は炎に包まれ、ディアボロは死亡者の一人として処理された。
この時に交際していた女性こそ、当時サルディニア島に観光に来ていたトリッシュの母であるドナテラ・ウナである。この時は「ソリッド・ナーゾ」という偽名を用いており、最終的に行方をくらました。ドナテラもこの時に子供を身籠りトリッシュを出産、彼を捜索しようとせずシングルマザーとしてカラブリアでトリッシュと生活する。このためトリッシュの存在を今まで知らずにいた。
また、同年にエジプトの遺跡発掘にアルバイトとして参加しており、その時に偶然遺跡からスタンド才能を開花させる「矢」を6本発見したため盗んで逃走した。盗んだ矢は5本をエンヤ婆に高値で売り、残りの1本を組織拡大に利用した。

### パッショーネ創立
パッショーネを創立しボスとなり、多くの組織を潰し大勢の人間を支配下に置く。組織基盤を確立させると麻薬密売を解禁し、欧州全域を荒廃させる原因を作った。フランスの麻薬犯罪件数は1986年から20倍以上に跳ね上がっている。
1990年代から「矢」の行方を追っていたポルナレフによって嗅ぎつけられ、ついには正体まで知られたが、イタリア社会の全てを掌握するパッショーネの強固な組織力と、自身のスタンド能力「キング・クリムゾン」を武器に、ポルナレフを徹底的に追い詰めた上で返り討ちにする。そして致命傷を負わせ崖から突き落として抹殺する（しかしポルナレフは再起不能になりながらも生きていた）。
入団員の面接および、スタンド使いの調達は、幹部のポルポに任せていた。
1999年には、組織内「暗殺チーム」の2名（ソルベとジェラート）が正体を探っていることを知り、粛清。生きたまま輪切りにされたソルベの死体を額縁に入れ、チームメンバーへの見せしめとして送りつけた。こうして暗殺チームを恐怖という名の首輪をつけた状態に置いた。

### Part5『黄金の風』
2001年、病で死の淵にいたドナテラが娘のためにソリッド・ナーゾの捜索を依頼していたことが発端となり、ドナテラとの間に生まれていた娘・トリッシュの存在を知ると、幹部のペリーコロと新幹部のブローノ・ブチャラティに命じ、トリッシュをヴェネツィアにいる自らのもとへ護送させる（トリッシュの身柄拘束を狙う裏切り者〈暗殺チーム〉は、ブチャラティチームに次々と返り討ちに遭い、リゾット・ネエロを除いて全員が死亡する）。
トリッシュを護送させた目的は、血のつながりから辿られるおそれがあり、肉親同士ならば自らの存在を探知されるかもしれない彼女を「自らの手で確実に殺すため」である。そして引き渡しの直前にスタンド能力を用い、ブチャラティとの対面を避けつつトリッシュの腕を切断して連れ去る。しかし、この行為から前述の目的を悟ったブチャラティには組織の麻薬密売に疑念を持たれていたこともあって反抗を決意される。ブチャラティから「吐き気を催す邪悪」と断じられた上にトリッシュを奪われ、「キング・クリムゾン」の能力で致命傷を負わせるものの取り逃してしまう。また、ブチャラティを蘇生させて逃亡を助けたジョルノの意図を「最初から自分を倒すために組織に入団した」と勘付き、ブチャラティと同じく敵視して親衛隊を送り込み、トリッシュもろとも始末を謀る。
かつてドナテラを故郷のサルディニア島にて撮影した写真が残っており、写っていた現地にてレオーネ・アバッキオのスタンドを使われると当時の自分の姿が暴かれることを察し、別人格のドッピオと入れ替わってサルディニア島へ向かう。しかし、暗殺チームのリーダーであるリゾットと遭遇し、戦闘になる。リゾットのスタンドであるメタリカによって重傷を負うも、ナランチャのスタンド、エアロスミスを利用して殺す。ダメージを、一般人の子供を襲い強制的に輸血することで回復し、ドッピオの姿でアバッキオの殺害に成功する。だがアバッキオは絶命寸前の力を振り絞って、ディアボロの素顔と指紋の「型」を遺していた。
ローマへ移動するジョルノたちの行動を見て、アバッキオを失った「恐怖の逃走」ではなく何か手がかりを得た「確信のある行進」と危惧すると、チョコラータとセッコに（ハイリスクを承知しつつ）ローマでのスタンドの使用を解禁する。ドッピオの姿でローマに到着した後、戦闘のダメージによって魂しか見えなくなったブチャラティを利用してトリッシュを装い、コロッセオにてジョルノたちの到着を待つ協力者のもとへ案内させる。
協力者の正体がポルナレフであることや、彼が「矢」を所有していることを確認しドッピオの姿からディアボロの姿に戻って殺害するが、絶命寸前のポルナレフが発動させた「シルバー・チャリオッツ・レクイエム」により、ディアボロの肉体にはブチャラティの魂が入り、ブチャラティの肉体にはドッピオの魂が入り、ミスタの魂はトリッシュの魂と入れ替わり、ディアボロの魂はトリッシュの魂のそばに隠れながらミスタの肉体に憑りつき、レクイエムは矢を持ったまま独り歩きを始める。他のメンバーが混乱している隙を突いて、ジョルノの肉体に入っていたナランチャを殺す。レクイエムの全容をいち早く理解し、他のメンバーを出し抜いて矢を手に入れようと企んでいたがジョルノに感づかれ、それでも強引に矢を手に入れる一歩手前までたどり着く。だが、ブチャラティが死亡寸前にレクイエムを破壊したことにより、ディアボロの魂は元の肉体に戻る。
帝王の誇りから逃走を拒否し、ジョルノと対峙する。矢はジョルノに奪われ、ジョルノのスタンドは「ゴールド・エクスペリエンス・レクイエム」に進化する。「攻撃してくる相手の動作や意志の力をゼロにする」能力にはキング・クリムゾンがまったく通用せず、予知も時飛ばしも無効化され、ラッシュ攻撃によってティベレ川へ叩き落され敗北する。
トリッシュはディアボロの生存を感じており、死は免れた。だがレクイエムの追加効果により、「死」という真実にさえ永遠に到ることができない「終わりのない終わり」を与えられた。麻薬中毒者に刺殺されたり、意識があるにもかかわらず死者として司法解剖されたり、犬に驚いてバランスを崩した所を車に轢き殺されるなどの「つまらなくあっけない死」を繰り返し、心配して近づいてきた少女にさえ恐怖して叫びだし、無限に死に続ける地獄を味わうこととなった。

## ヴィネガー・ドッピオ
ディアボロの別人格にしてもう一つの魂。ディアボロとは主従関係にあるが、ドッピオ自身は気づいていない。
普段は気弱で優柔不断な少年であるが、他人が正体（ディアボロ）に繋がるようなものに触れる行動を取ろうとすると人が変わったような凶暴な性格へと変貌し、ディアボロの人格の片鱗を見せる。正体が露見する事を極端に恐れるディアボロだが、部下を使うわけにいかず自分自身で行動しなければならない場合はドッピオを表に出して行動する。ディアボロ時の出来事をドッピオは覚えていない。主人格ディアボロの意思によって人格の入れ替えは行われ、その際には体格まで変化する。ドッピオ自身は自分のことを「ボスから唯一直接指令を下される忠実なる腹心」であると信じており、それを誇りに思っている。ディアボロとは「電話」によってドッピオに指令が下されるという形で会話が行われ、その前兆に「とおるるるるるん」と電話の着信音のような音を口走る。妄想電話の受話器は、動物だろうと玩具だろうと食べ物だろうと、耳に当てられさえすれば何でもいい。電話は完全にディアボロ主導であり、ドッピオからディアボロに電話をかけることはない。
ディアボロと肉体を共有しているためキング・クリムゾンの能力の一部をディアボロから借りて操ることができる。ただし、使用できる力は「エピタフによる未来予知」と「キング・クリムゾンの両腕」のみで、「この世の時間を消し去る」能力は使うことができない。このため、悪い予知を見た場合には、ディアボロに変わらない限りはそのままダメージを受ける。
組織の裏切り者となったブチャラティチームを追跡し、サルディニア島でディアボロへの手掛かりを探っていたリゾットと遭遇。無力な一般人を演じてその場を逃れようとしたが、ナランチャのエアロ・スミスの飛行音に反応したことでスタンド使いと見抜かれ、凶悪な人格を表出させて交戦する。苦戦の末、ディアボロとの連携によりリゾットを殺害し、続けてアバッキオも亡き者にする。その後は彼らを追ってローマのコロッセオに向かうが、コロッセオで発動した「シルバー・チャリオッツ・レクイエム」の能力により瀕死のブチャラティの肉体と魂が入れ替わり、さらにその状態でミスタの銃撃を受けて動けなくなり、そのままブチャラティの肉体の死に巻き込まれる形で死亡した。その際にディアボロが違う肉体に入ったことと、もうディアボロは自分から離れたことを悟り寂しさを感じ、絶命寸前まで電話を求め続けていた。
ディアボロとドッピオは同じ肉体であるが、ドッピオとトリッシュは血縁扱いにはなっていない。魂の感覚でも別物とみなされており、ドッピオによってトリッシュすら欺くことが可能である。

## 能力・スタンド

### 二重人格
1つの肉体に、魂が2つある。ディアボロとドッピオで、容姿まで変わる。ドッピオは隠れ蓑に過ぎず、スタンドを完全には使えないという欠点がある。
二重人格ゆえに、魂の操作に長けている。トリッシュとの血縁から魂をトリッシュに似せることで、ブチャラティの目を欺いた。またレクイエムで魂がシャッフルされた際には、ディアボロの肉体ともドッピオの魂とも離れて、他人の肉体と魂の陰に隠れるという技も披露した。

### キング・クリムゾン
【破壊力 - A / スピード - A / 射程距離 - E / 持続力 - E / 精密動作性 - ? / 成長性 - ?】（Parte5・56巻、JOJO A-GO!GO!、JOJOVELLER）
人型のスタンド。射程距離は約2メートル。額には小さな顔がもう一つあり、赤い体表部に凹凸の格子模様がある。ディアボロは「この世の頂点に選ばれたスタンド」と豪語する。
この世の時間を消し飛ばす主能力「キング・クリムゾン（深紅の王）」と、頭部に付いたもう一つの顔で十数秒先の未来の映像を見られる補助能力「エピタフ（墓碑銘）」を持つ。「エピタフ」のみを出すことも可能。ただしPlayStation 2ゲーム『ジョジョの奇妙な冒険 黄金の旋風』では「キング・クリムゾン エピタフ！」と叫んで時間消去能力を使用する。
主能力は、十数秒の間「時間を消し飛ばす」能力。この「消し飛ばされた」十数秒の間は、ディアボロが何者にも干渉されない状態となり、あらゆる攻撃がすり抜けていく。他の者は行動は通常どおり行いながらも意識だけを失った状態になる。ディアボロだけは意識を持ちながら行動できるが他者に触れることはできない、といったような描写が多いが、トリッシュの最初の拉致やナランチャの殺害など消し飛ばした時間でも攻撃ができる描写もある。
他の者の視点から見ると、何か行動をしようと思ったらその間に起きたことを認識することなく、いつの間にかすでに行動を終えているというように見える。劇中では「ナランチャが今から食べようとしていたチョコを、気付かない内にいつの間にかもう口に入れていた」「ブチャラティが柱の陰にいた敵を攻撃しようとしたら、その自分がいつの間にか柱の陰に移動していた」というような現象が起こった。ディアボロ本人はこれらの現象を「空の雲は千切れ飛んだことに気付かず、消えた炎は消えた瞬間を炎自身さえ認識しない」と喩えている。ただし、前述したナランチャの行動に関して、「チョコが入っていた空箱を持っていたミスタが食べたと誤認したが、その間に発生していた口周りのチョコの痕で自分が知らずに食べていたと指摘される」、といった無意識下の時間内で発生した出来事の痕跡は残る。
未来予知の「エピタフ」は自分の能力がこの先に起こす実際の動きを見ており、的中率は100%である。この運命が、キング・クリムゾンの能力を使うことで例外になる。消し飛ばした時間中は、予知で当たるはずだった攻撃もすりぬける。100％起こる出来事も、その時間を消すことで無かったことにできる。この強力な回避性こそがキング・クリムゾンの真価であり、100%のはずの運命に干渉することができるという、特例的に強力なスタンドである。
エピタフで「最大十数秒の未来」を予知して、その範囲内で時間を消し去ることができる。補助能力「未来予知」と主能力「時間を消し飛ばす」をそれぞれ単発で用いることもできるのだが、併用しないと効果は大幅に下がる。もっとも併用効果が無敵すぎるだけで、実際にはスティッキィ・フィンガーズが階段床から奇襲を仕掛けようが反応し時を飛ばせるなど、時飛ばし単体においても十二分に強力な効果を持っていることには違いない。エピタフの予知の視点は、ディアボロの視覚映像に限定されず、「自分をも俯瞰した映像」にすることも可能である。
時間を飛ばし終わったタイミングで、時間が飛んで混乱している敵に死角から致命打を叩き込んで殺すのが基本戦法。欠点は射程距離と持続力に乏しいことで、複数人がいると一人を殺したときに顔を見られて逃げられるリスクがある。臨戦態勢に入ったディアボロを倒すことはほぼ不可能であるが、そうでない時の暗殺を防ぎきれるとは限らないため、ディアボロは何よりも自分の素性を隠すことを優先している。ただし直接戦ったことがあるポルナレフは暗殺を狙うブチャラティたちに対して、時を飛ばす能力に弱点は無く暗殺は返り討ちにあうのが目に見えているとして止めた。
荒木飛呂彦はデザインについて、映画『トータル・リコール』に登場する腹にもう1つ顔のある二重人格者に影響されたと語っている。
『オールスターバトル』の北米版では、"Emperor Crimson"（エンペラー・クリムゾン）と改名されている。
PlayStation 2ゲーム『ジョジョの奇妙な冒険 黄金の旋風』では、時間の流れを遅くし（プレイヤーの動きを数秒間スローにさせる）、ディアボロだけ通常の速度で動けるという風に演出されている。原作とは違い、能力発動中も攻撃が当たる。能力の破り方も、G・E・レクイエムのみスローにならない（ジョルノはスローになる）という形で演出されている。

## 派生設定など
テレビアニメ
生年が原作での1967年生まれから、1965年生まれになった。連動して、2001年時点での年齢も変わっている。また異常出生の様子についてアニメオリジナルの描写で、それまで普通の体型だった女性が突如臨月の体型となり急遽刑務所内で出産し、ディアボロは生まれた時から目が開いている上に出産時に泣き声すら上げなかった。ドナテラと出会った頃も描写され、ディアボロに興味を持ったドナテラに一目惚れした彼の方からデートに誘った形で交際が始まっており、関係はとても良好だった模様。他には、養父の神父がディアボロにツルハシで殺されたような描写がされている。
VS JOJO『恥知らずのパープルヘイズ』
ジョルノに敗れて消息を絶ったため、未登場。ジョルノにボスの座と組織を奪い取られ、ジョルノが組織の浄化を図る際に汚れ役を着せられている。「パッショーネの創立者であったボスの親衛隊を私物化していたため、ボスの怒りを買い粛清された」など、虚実織り交ぜた情報操作がされている。財源であった麻薬は、秘蔵のスタンド使いの1人が能力で製造した特殊なものであった。
『アイズオブヘブン』
平行世界のDIOが起こした異変の影響によってG・E・レクイエムの能力から逃れ復活。金も地位も失った今、ジョルノを倒すことで帝王の誇りを取り戻そうと再戦を挑む。ストーリーには絡まず戦うのは一度のみで、戦闘後は逃げて以後登場しない。この決着はサブシナリオで描かれ、洗脳状態のフーゴを引き連れるが、最後は正気を取り戻したフーゴとジョルノのコンビに倒される。
VS JOJO『JORGE JOESTAR』
パラレルワールドの2012年のイタリアが舞台となっている。パッショーネマフィアの正体不明のボス。Parte5のディアボロとは別人で、設定すらミスリードになっている。ジョルノやチョコラータにクーデターを起こされ、終盤ではプッチやディオと戦う。
ドッピオは、ジョルノの部下で「どんな物でも電話にすることができる」スタンド能力を持っており、主人公の名探偵ジョージに石ころ電話を貸与する。この電話スタンドは遠隔通信用の重要なアイテムとして機能する。
その他
「ヴィネガー・ドッピオ」は、イタリア語翻訳版では「Aceto Doppio」（アチェート・ドッピオ）に改名されている。

## 担当声優
ディアボロ
- 宮本充 - ゲーム『黄金の旋風』
- 森川智之 - ゲーム『オールスターバトル』『アイズオブヘブン』
- 小西克幸 - テレビアニメ版

ドッピオ
- 宮本充 - ゲーム『黄金の旋風』
- 石田彰 - ゲーム『オールスターバトル』『アイズオブヘブン』
- 斉藤壮馬 - テレビアニメ版